# Giro di Campania 1942
Il Giro di Campania 1942, sedicesima edizione della corsa, si svolse il 20 settembre 1942 su un percorso di 195 km con partenza e arrivo a Napoli. Organizzato dal quotidiano Roma e valido come settima prova del Giro d'Italia di guerra 1942, fu vinto dall'italiano Pierino Favalli, che completò il percorso in 5h37'55" precedendo in volata i connazionali Antonio Bevilacqua e Vasco Bergamaschi. Conclusero la prova 30 dei 45 ciclisti al via.

## Percorso
Il percorso di gara, dopo il via da Piazza Nazionale a Napoli, attraversò nell'ordine Tavernanova, Pomigliano d'Arco, Cimitile, Sperone, Monteforte Irpino, Avellino, Bellizzi Irpino, Contrada, Montoro Inferiore, Mercato San Severino, Baronissi, Salerno, Vietri sul Mare, Cetara, Maiori, Minori, Positano, Sant'Agata sui Due Golfi, Meta di Sorrento, Castellammare di Stabia, Torre Annunziata, Torre del Greco e Portici; il traguardo fu al campo dell'Arenaccia dopo 195 km di corsa.

## Squadre partecipanti
Parteciparono alla prova 45 ciclisti delle categorie professionisti e indipendenti, accasati in cinque squadre d'industria (Aquilano, Bianchi, Legnano, Olmo e Viscontea) oppure "non accasati"; Gino Bartali della Legnano e Adolfo Leoni della Bianchi erano indicati come favoriti per il successo.

## Ordine d'arrivo (Top 10)
| Pos. | Corridore          | Squadra   | Tempo    |
| ---- | ------------------ | --------- | -------- |
| 1    | Pierino Favalli    | Legnano   | 5h37'55" |
| 2    | Antonio Bevilacqua | Bianchi   | s.t.     |
| 3    | Vasco Bergamaschi  | Viscontea | s.t.     |
| 4    | Gino Bartali       | Legnano   | a 4'20"  |
| 5    | Mario Ricci        | Legnano   | s.t.     |
| 6    | Olimpio Bizzi      | Bianchi   | s.t.     |
| 7    | Adolfo Leoni       | Bianchi   | s.t.     |
| 8    | Glauco Servadei    | Bianchi   | s.t.     |
| 9    | Luciano Succi      | Olmo      | s.t.     |
| 10   | Fausto Coppi       | Legnano   | s.t.     |